# Fasten auf Italienisch
Fasten auf Italienisch ist ein französischer Spielfilm aus dem Jahr 2010. Der deutsche Kinostart war am 13. Januar 2011. Der Film ist eine Koproduktion von Eskwad, Pathé und M6 Films. In Deutschland erschien der Film im Arsenal Filmverleih.

## Handlung
Dino Fabrizzi führt ein erfolgreiches Leben. In Nizza verkauft er Maseratis, hat mit Hélène eine leidenschaftliche Beziehung, lebt in einer luxuriösen Wohnung und ist bei allen als lebenslustiger Italiener beliebt. Als Charles, sein Chef, seinen baldigen Rücktritt ankündigt, ist eigentlich klar, dass Dino dessen Nachfolger wird.
Doch Dino Fabrizzi hat ein Geheimnis: In Wirklichkeit heißt er Mourad Ben Saoud, und er kommt nicht aus Italien, sondern ist Sohn algerischstämmiger Einwanderer. Seine Eltern leben in Marseille und wissen nichts von seinem Doppelleben, sondern glauben, er arbeite in Rom. Als Dinos Vater erkrankt und seinen Sohn bittet, den Ramadan an seiner Stelle zu begehen, verspricht Dino ihm das notgedrungen. Von da an gerät er in Schwierigkeiten, weil seine plötzliche Enthaltsamkeit nicht zum lebenslustigen Italiener passt.
Er versucht, sein Geheimnis zu bewahren, außer gegenüber seinem besten Freund, einem jüdischen Künstler, der sich mit dem Thema Identität beschäftigt, und seiner Schwester. Die strengen Fastenregeln und die einzuhaltenden Gebetszeiten lassen sich immer schwerer mit seinem geschäftlichen Terminplan und Hélènes Begehren vereinbaren. Gegenüber dem Imam, der ihn während des Ramadan als Mentor begleitet, erwähnt er aber auch, dass er sich seit Beginn des Fastens unglaublich gut fühlt.
Doch eines Tages wird er von Landrin, seinem Konkurrenten um den Chefsessel, beim Mittagsgebet erwischt, und sein Schwindel fliegt auf. Dino willigt ein, auf den lukrativen Posten zu verzichten. Als der inkompetente Landrin aber vor einem wichtigen Geschäftstermin die arabischen Geschäftspartner schwer beleidigt und der Handel platzt, beschuldigt er Dino, für die andere Seite gearbeitet zu haben. Dino enthüllt daraufhin seine Identität und kündigt. Landrin sieht sich schon als Sieger, wird aber umgehend entlassen.
Mourad stellt sich nun seiner wahren Identität und verliert zunächst alles: Arbeit, Konto, Kreditkarten und auch Hélène. Sie ist sehr enttäuscht, weil er sie belogen hat, anstatt ihr zu vertrauen. Als vermeintlich illegaler Ausländer wird er abgeschoben und landet in Algerien im Gefängnis.
Sein wieder genesener Vater holt ihn heraus. Zunächst schweigt der Vater und gibt sich unnahbar, doch dann zeigt er seinem Sohn auf seine Art, dass auch er sein Leben lang mit einer Lüge gelebt hat: Sein legendärer Stepptanz mit Sammy Davis Junior, von dem er der Familie gerne erzählt, hat nämlich nie stattgefunden. Die Familie hilft Mourad schließlich aus seiner Krise heraus und Hélène willigt ein, ihn zu heiraten.

## Hintergrund
Regisseur Olivier Baroux und Hauptdarsteller Kad Merad kennen sich bereits seit jungen Jahren. Sie sind als „Kad et Olivier“ ein erfolgreiches Comedy-Duo in Radio und Fernsehen. Die Idee, eine Komödie mit ernstem Hintergrund zu drehen, hatten beide schon lange, und nicht zuletzt aufgrund Kad Merads eigener Familiengeschichte entschlossen sie sich, einen Film über die Probleme von Migranten in Frankreich zu drehen. Merad ist selbst algerischstämmig und hätte zu Beginn seiner Karriere seinen Namen fast von „Kaddour Merad“ in „François Merad“ geändert.

## Kritiken
„[...] trotz des ernsten Hintergrunds gelingt den beiden ein gerade in den Details überaus komischer Film, mit hanebüchener Situationskomik. Ein kurzweiliges Werk mit Herz und Hirn“

„Der größte Verdienst ist aber wohl, dass "Fasten Auf Italienisch" zwar Vorurteile und Eigenheiten offenlegt, dabei aber nie bösartig oder zynisch wird und somit einen Ton anschlägt, den man in der aktuellen Debatte um Integration kaum findet, der aber bitter nötig ist.“

„"Fasten auf Italienisch" mag am Ende zu optimistisch sein, um die soziale Wirklichkeit abbilden zu können. Ein unterhaltsamer Blick auf die alltäglichen Probleme und Problemchen mit der Integration ist der Film allemal. Nicht nur wegen des erstklassigen Hauptdarstellers Kad Merad ("Willkommen bei den Sch’tis"). Sanft, locker und galant arbeitet sich die nachdenkliche Komödie auch an Stereotypen ab: Ohne sich über Araber, Italiener und Franzosen, über Muslime, Juden und Katholiken lustig zu machen.“